# Emil Jülich

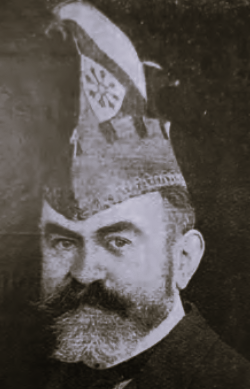
Emil Jülich (1922)

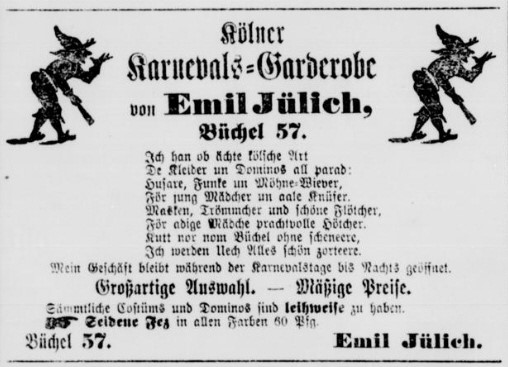
Annonce für den Kostümverleih aus dem Jahre 1883

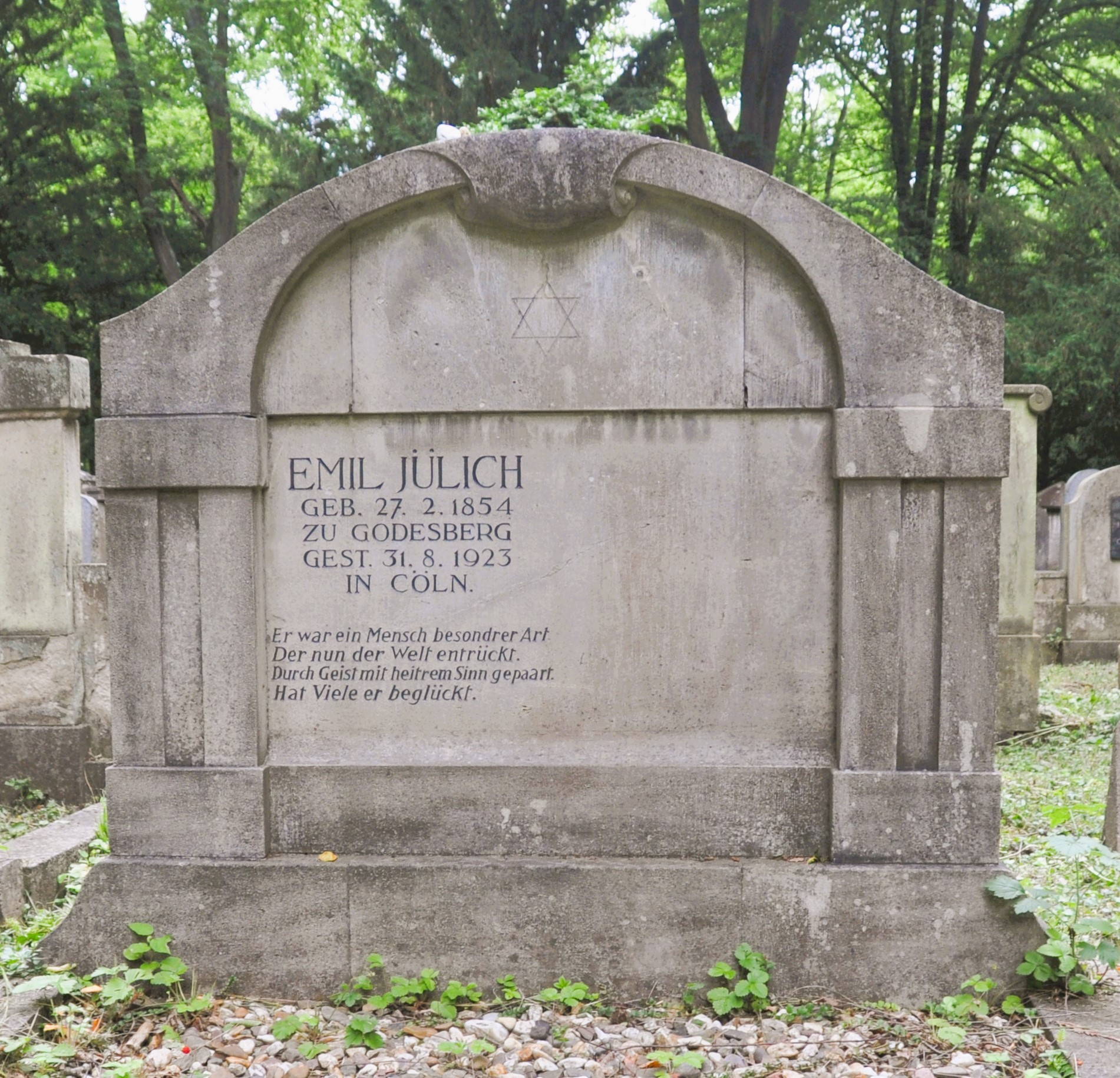
Grabstein von Jülich auf dem Jüdischen Friedhof Bocklemünd (2025)

Emil Jülich (geboren 27. Februar 1854 in Godesberg bei Bonn als Michael Jülich; gestorben 31. August 1923 in Köln) war ein deutscher Kaufmann, Dichter und Komponist.

## Biographie
Emil Jülich entstammte einer jüdischen Familie, die in Bad Godesberg ein Restaurant mit Tanzsaal betrieb. Sein Vater war der Chirurg und Gastronom Nathan Jülich, seine Mutter hieß  Sibilla Jülich, geborene Cahn (oder Kahn). Seine Eltern hatten ihm den Namen Michael gegeben, aber er benannte sich später in Emil um. 1882 heiratete Emil Jülich in Aachen die Büglerin Christine Jakobine Harings (1858–1943), eine Katholikin, die für die Eheschließung zum Judentum konvertierte. Aus der Ehe gingen neun Kinder hervor; der erste Sohn Emil wurde 1881 vorehelich geboren. Die Eheleute betrieben in der Aachener Innenstadt ein Modegeschäft, das auf Hüte spezialisiert war, wo man aber auch Karnevalskostüme ausleihen konnte. 1886 zogen sie – offenbar nach einer Insolvenz – nach Köln, wo Jülich als Buchhalter und Prokurist in einem Textilgroßhandel arbeitete. In den 1890er Jahren lebte die Familie in der Schildergasse. 
Jülich war als Karnevalist in der Kölner Narren-Zunft von 1880 e. V. aktiv und wurde dort zum Ehrensenator ernannt. Die Akademie för uns kölsche Sproch hat in ihrer kölschen Liedersammlung 40 von Emil Jülich komponierte und getextete Melodien verzeichnet. Das „Allgemeine Karnevals-Marschlied“ Ov krütz oder quer! entstand im Jahr 1905 anlässlich des 25-jährigen Jubiläums der Kölner Narren-Zunft; die Noten wurden bei Tonger herausgegeben. In welcher Zeitspanne genau Jülich seine Lieder schuf, ist nicht bekannt; laut vorhandener Zeitungsmeldungen scheint er ab der Jahrhundertwende im Kölner Karneval aktiv geworden zu sein. Bei einem 1906 im Rahmen der Kölner Blumenspiele veranstalteten Preisausschreiben wurde ihm ein Preis für „Gedichte in Kölnischer Mundart“ zuerkannt.
Emil Jülich verstarb 1923 an Herzschwäche. Er ist auf dem Jüdischen Friedhof in Bocklemünd bestattet. 2023 wurde an seinem Grab anlässlich des Holocaust-Gedenktages im Beisein von vier seiner Urenkel eine Gedenkstunde abgehalten; zuvor war der Grabstein instand gesetzt worden.
Nach 1933 waren die Kinder der Familie antisemitischen Verfolgungen ausgesetzt. Der Sohn Karl (1883–1939) beging in Bonn Selbstmord, um einer Deportation zu entgehen. Die Tochter Elsa starb 1964 in Tel Aviv, ihre Schwester Bertha 1979 in Wallisellen in der Schweiz und der Bruder Ernst 1972 in São Paulo.

## Werke (Auswahl)
- 1905:[2] „Ov krütz oder quer!“[7][8]
- 1906: „Blos jet drop“[9]

## Rezeption
Das Festkomitee Kölner Karneval würdigt ihn als einen 

„der Karnevalskünstler jüdischen Glaubens, die das große Fest ihrer Mutterstadt mitprägten und gestalteten. Er war zu seiner Zeit ein populärer Dichter, Komponist und Interpret, der zu den Stars des Kölner Karnevals zählte und ist heute noch durch seine Lieder in Erinnerung, auch wenn seine Werke und sein Andenken sowie das anderer jüdischer Karnevalisten während der NS-Zeit systematisch unterdrückt wurden.“